# 480p
480p é uma resolução de exibição de vídeo comum, e que pode ser utilizada ou adequada em aparelhos eletrônicos que utilizam vídeo, como Televisores, Computadores, Tablets, e Telefones Celulares, Jogos Eletrônicos e outros aparelhos. Ainda possuí variantes como a 480i. Também é conhecida pela nomenclatura de EDTV (Enhanced Definition Television (Televisão de Definição Aprimorada).
O nome da resolução abreviado vem de uma família de resoluções de exibição de vídeo. Na qual possuía uma resolução vertical de 480 pixels.
Geralmente com uma resolução horizontal de 640 pixels em conjunto com a resolução 4:3, razão de aspecto (480 × 4 / 3 = 640) ou uma resolução horizontal de 854 pixels para um valor aproximado de 16: 9, razão de aspecto (480 × 16 / 9 = 853.3 ). Como uma contagem de pixels, deve ser um número inteiro, em exibições Wide VGA, todavia é arredondado para 854 para garantir a inclusão de toda a imagem. Os quadros são exibidos progressivamente em oposição a entrelaçados.[carece de fontes?]
O 480p foi usado para muitos televisores de plasma iniciais. A definição padrão sempre foi uma proporção de 4: 3 com uma resolução de pixels de 640 × 480 pixels.[carece de fontes?]